# Hub Works
株式会社Hub Works（ハブワークス、英: Hub Work Co. Ltd.）は東京都千代田区に本社を置く、ウェブマーケティング事業、シェアオフィス・コワーキングスペース関連事業を行う企業。 
2018年10月に設立し、ウェブマーケティング事業に営む。
2019年11月よりシェアオフィスポータルサイト 「Hub Spaces（ハブスペ）」を立ち上げ、シェアオフィス無料紹介サービスを開始。

## 概要
インターネット広告代理店として、ウェブマーケティング事業を行う。企業のウェブ集客を支援しており、不動産、金融、Saas、人材など幅広く集客支援をしている。
また、シェアオフィスポータルサイト 「Hub Spaces（ハブスペ）」の運営と人力を通した無料シェアオフィスコンサルティングサービスを提供している。
スタートアップの利用者、中小企業、フリーランサー、のご利用が多いが、近年ではテレワークの普及により、サラリーマンからの利用者も増加している。

## 沿革
- 2018年10月　東京都江東区に本社設立[2]　ウェブマーケティング事業を開始
- 2019年11月  東京都新宿区に本社移転
- 2019年11月  シェアオフィスポータルサイト「Hub Spaces（ハブスペ）」を開始
- 2020年10月  コンシェルジュによるシェアオフィス無料紹介サービス[3]を開始